# Zwota

Zwota  est une ancienne commune de Saxe (Allemagne), située dans l'arrondissement du Vogtland. Depuis 1er janvier 2013, elle est rattachée à la ville de Klingenthal.